# Wojciech Pałeszniak
Wojciech Pałeszniak (* 4. August 1986) ist ein polnischer Volleyballtrainer.

## Karriere
Paleszniak begann im Kindesalter mit dem Volleyballspielen und war selbst bis zum Studium aktiv, ehe er in der akademischen Liga erste Erfahrungen als Trainer sammelte. Nach dem Abschluss seines Bachelorstudiums musste er seine aktive Spielerkarriere aufgrund einer Verletzung beenden und entschloss sich, Trainer zu werden. Zeitgleich zu seinem Masterstudium absolvierte er daher die Trainerausbildung und absolvierte im Zuge dessen ein studienbegleitendes Praktikum bei einem polnischen Zweitligaverein. 2012 absolvierte er ein Praktikum als Assistenztrainer beim VC Olympia Dresden, der Nachwuchsmannschaft des Dresdner SC. Nach dem Ende seines Praktikums in Dresden wurde er an der Seite von Jens Tietböhl Assistenz- und Athletiktrainer beim VC Olympia Berlin. Diese Funktion übte er bis 2016 aus, ehe er Bundesstützpunkttrainers beim VC Olympia Berlin wurde. In seiner Zeit in Dresden fungierte der Pole auch als Co-Trainer der U16- und U18-Nationalmannschaft der deutschen Volleyballfrauen und assistierte u. a. bei den Volleyball-Europameisterschaften der U 18/U 19-Juniorinnen in den Jahren 2017 und 2018 sowie beim Europäischen Olympischen Jugendfestival 2017.
Ende August 2018 gab der deutsche Pokalsieger Dresdner SC die Verpflichtung von Paleszniak bekannt. Er wurde als Nachfolger von Andrea Ebana Co-Trainer der von Alexander Waibl trainierten Frauen-Bundesligamannschaft. Diesen Posten bekleidete er bis Sommer 2020, ehe er Landesstützpunkttrainer beim Nachwuchs des Dresdner SC wurde.